# Thymophylla tenuifolia
Thymophylla tenuifolia là một loài thực vật có hoa trong họ Cúc. Loài này được (Cass.) Rydb. miêu tả khoa học đầu tiên năm 1915.